# Cruzilles-lès-Mépillat
Cruzilles-lès-Mépillat är en kommun i departementet Ain i regionen Auvergne-Rhône-Alpes i östra Frankrike. Kommunen ligger  i kantonen Pont-de-Veyle som ligger i arrondissementet Bourg-en-Bresse. Kommunens areal är 11,84 km². År 2022 hade Cruzilles-lès-Mépillat 951 invånare.

## Befolkningsutveckling
Antalet invånare i kommunen Cruzilles-lès-Mépillat
Referens: INSEE